# Грязевка (приток Молокчи)
Гря́зевка — река в Александровском районе Владимирской области России, левый приток реки Молокчи, впадающей в реку Шерну.
Река течёт через берёзовые леса. К берегам реки подходят угодья деревни Данилково и земли пионерлагеря. Устье реки расположено у деревни Перематкино.

## Гидрология
Длина составляет около 10 км. Равнинного типа. Питание преимущественно снеговое. Грязевка замерзает в ноябре — начале декабря, вскрывается в конце марта — апреле.